# Machimosaurus
Machimosaurus es un género extinto de crocodiliforme teleosáurido, que vivió entre los períodos Jurásico Superior (Kimmeridgiense y Titoniense) y el Cretácico Inferior (Berriasiense y Hauteriviense). La especie tipo, Machimosaurus hugii, fue hallada en Francia. Otros fósiles han sido hallados en Inglaterra, Alemania, Portugal, Suiza y Túnez. Machimosaurus no sólo fue el mayor de los teleosáuridos y los talatosuquios, sino que con su longitud de 9 metros (con una longitud craneal de 1,60 m), era el mayor de los crocodilianos de su tiempo. Sin embargo, Machimosaurus se extinguió durante el Hauteriviense, siendo así el último de los teleosáuridos.

## Descubrimientos y especies

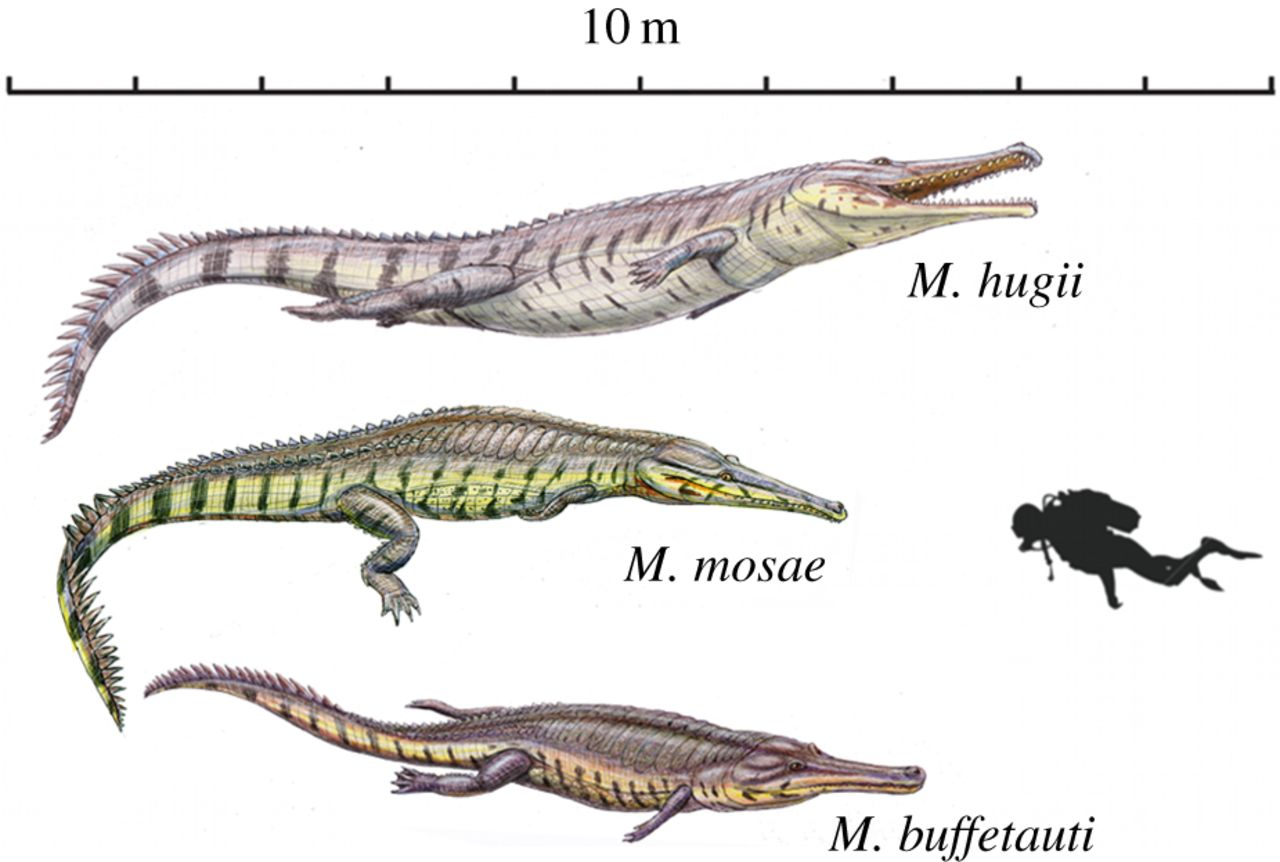
Ilustraciones de las tres especies europeas.

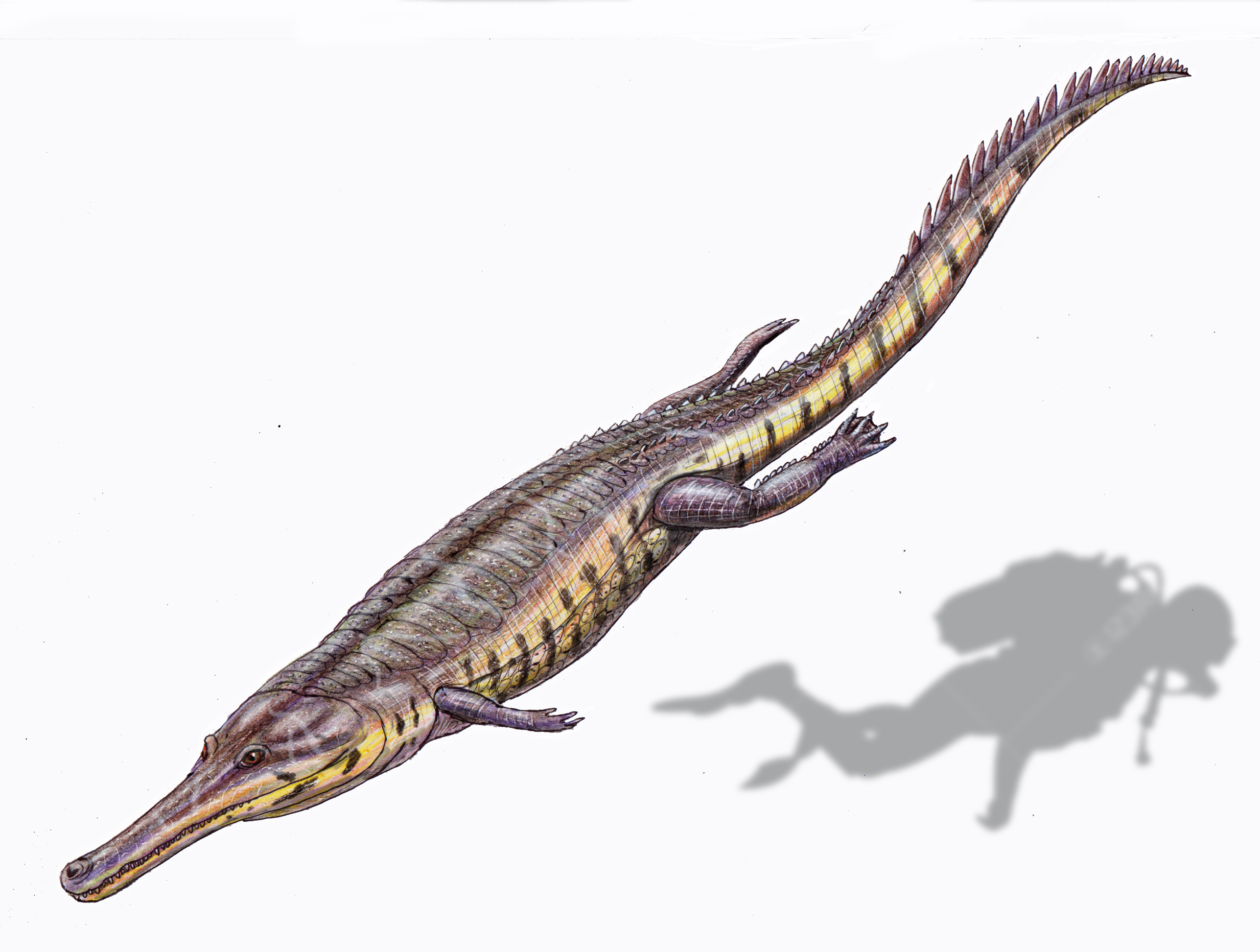
Recreación.

Christian Erich Hermann von Meyer en 1837 nombró Madrimosaurus hugii a algunos dientes aislados desafilados de forma cónica con numerosas líneas longitudinales, procedentes de Suiza y Austria. Sin embargo, en 1838, dándose cuenta de que había escrito mal el nombre, corrigió Madrimosaurus a Machimosaurus.  Los dientes de Machimosaurus, con característica morfología de puntas redondeadas y romas los hacen fácilmente identificables, comparados con los dientes de otros teleosáuridos.
La especie tipo, M. hugii, es conocida del Kimmeridgiense de Austria, Inglaterra, Francia, Portugal y Suiza. Machimosaurus ferox and M. interruptus son todos sinónimos más modernos de M. hugii.
Krebs (1967), consideró a M. mosae como un sinónimo más moderno de M. hugii, pero un esqueleto casi completo proveniente del Kimmeridgiense tardío de Francia apoyó su posición como especie válida. Hasta donde se sabe actualmente, este permanece como la única otra especie válida europea. El cráneo y los restos poscraneales que Richard Owen asignó a Pliosaurus trochanterius, realmente pertenecen a M. mosae.
Dos especies también asignadas a Machimosaurus son M. bathonicus y M. rigauxi, del Bathoniense de Francia. Sin embargo, estas especies son de constitución grácil, careciendo de los característicos dientes romos de Machimosaurus.
La porción anterior fosilizada de la mandíbula procedente del Jurásico tardío (Oxfordiense o Kimmeridgiense) de Etiopía antes referido al pliosaurio Simolestes nowackianus, es en realidad una especie grande de Machimosaurus.
En 2016, una nueva especie de Machimosaurus descubierta en Túnez fue descrita en la revista Cretaceous Research. Nombrada Machimosaurus rex, es el teleosáurido de mayor tamaño que se conozca, con una longitud total estimada en 9.6 metros y con un peso de cerca de tres toneladas, con base en un esqueleto parcial. M. rex además constituye el registro más reciente de un teleosáurido, ya que procede del Cretácico Inferior. El descubrimiento de M. rex indica que los crocodilomorfos teleosáuridos sobrevivieron el evento de extinción del final del Jurásico Superior, pero no preservaron a diversidad de especies que su familia tuvo en períodos anteriores. El examen adicional del espécimen reveló que probablemente era un depredador generalista debido a sus dientes gruesos, redondeados y robustos.

## Palaeobiología

### División ecológica
De los depósitos semiacuáticos de Oker, Baja Sajonia, Alemania, de edad Kimmeridgiense se conocen dos géneros de teleosáuridos, Steneosaurus y Machimosaurus, junto a los géneros de neosuquios Goniopholis y Theriosuchus. Machimosaurus y Steneosaurus son también hallados juntos en los mismos yacimientos de edad Titoniana del oeste de Francia.

### Dieta

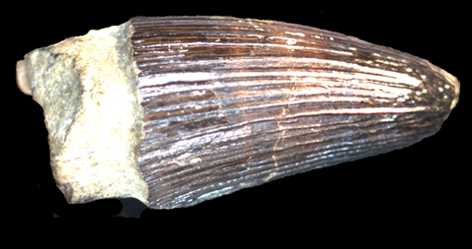
Diente

Marcas de mordidas en un fémur del saurópodo Cetiosauriscus de principios del Kimmeridgiense de Suiza encajan con los dientes conocidos de Machimosaurus hugii, también hallado en los mismos depósitos. Esto sugiere o bien que se encontraba devorando el cadáver del saurópodo, o que realizó una depredación activa desde el límite de las aguas, de manera similar a los actuales cocodrilos. Tortugas fósiles del Kimmeridgiense de la formación de calizas "Solothurn Turtle" del norte de Suiza tienen marcas de mordidas, y tienen dientes astillados de Machimosaurus alojados en sus caparazones, de manera similar a las tortugas fósiles del Jurásico tardío de Alemania que poseen marcas de mordida que encajan con la dentadura de Machimosaurus, encontrado también en ese depósito.
Análisis morfofuncionales del cráneo de Machimosaurus sugieren con rotundidad que esta especie comía regularmente tortugas ("quelonofagia"). Comparaciones morfológicas de sus dientes también confirman que se encontraban adaptados para capturar y destrozar presas duras.

### Locomoción

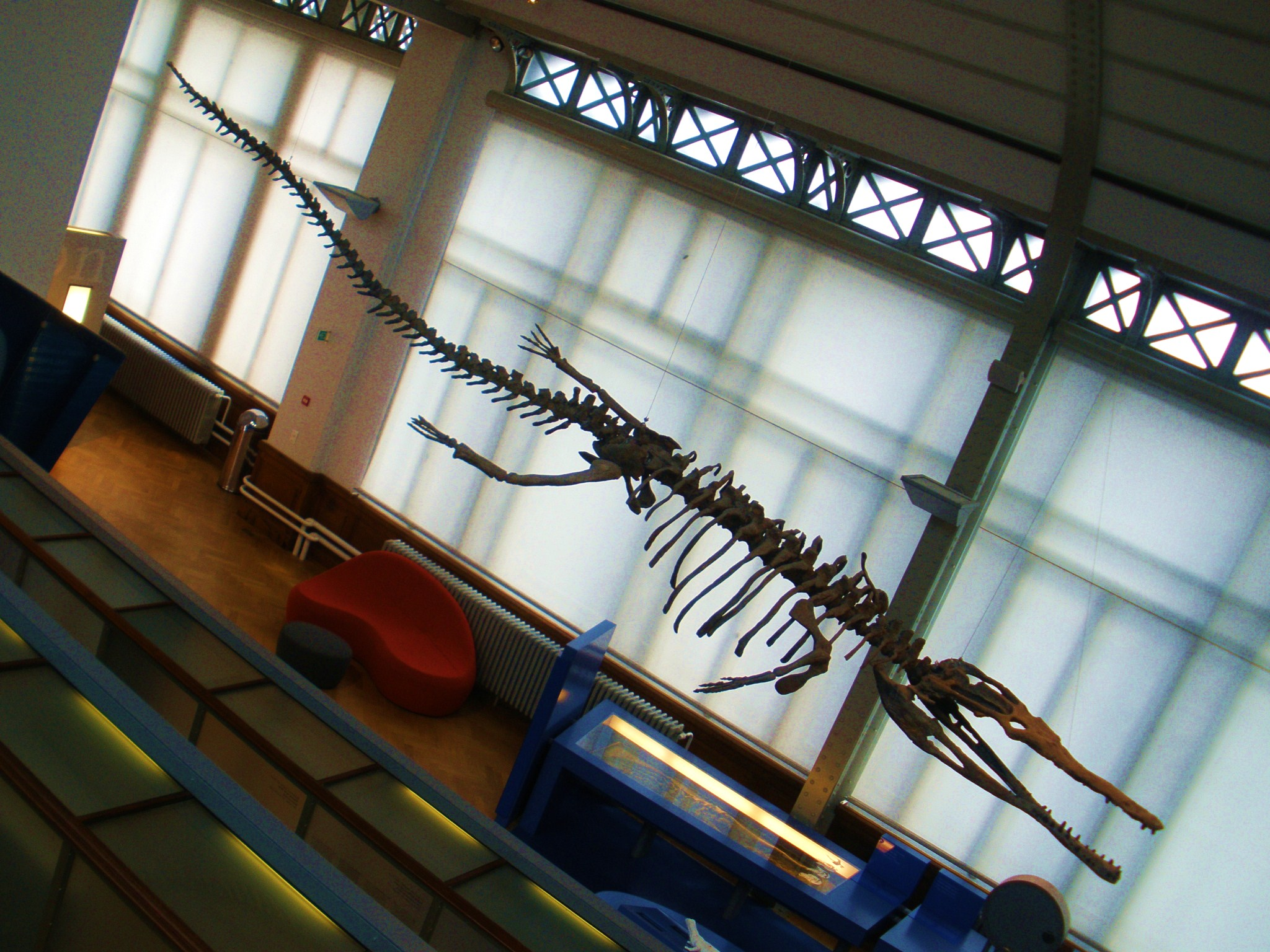
Vista lateral del esqueleto en postura de natación.

Basándose en las  articulaciones de las zigapófisis de las vértebras, se considera que Machimosaurus vivía en mares abiertos, nadando con ondulaciones laterales de su cola mientras que sus patas timoneaban y balanceaban el cuerpo. Las depresiones musculares de la cabeza y el cuello (para los movimientos descendentes) debieron haber estado bien desarrolladas, y su sitio de acoplamiento en el cráneo (tuberosidad basioccipital) era grande. En conjunto estas características debieron haberle sido de gran utilidad al Machimosaurus para sumergirse.